# Związek otwarty
Związek otwarty lub małżeństwo otwarte – związek lub małżeństwo, w którym partnerzy godzą się na utrzymywanie kontaktów seksualnych z innymi osobami.

## Znane pary żyjące w związkach otwartych
- Judith Malina i Julian Beck
- Vanessa Bell i Clive Bell
- Irena Krzywicka i Jerzy Krzywicki
- Misha Collins i Vicky Vantoch[potrzebny przypis]
- Ayn Rand i Frank O'Connor
- Jean-Paul Sartre i Simone de Beauvoir
- Bertrand Russell i Dora Russell(inne języki)[1]
- Kalina Jędrusik i Stanisław Dygat